# Hilari Scarl
Hilari Scarl (...) è una produttrice cinematografica e regista statunitense.

## Filmografia

### Attrice
- Fortune Inn (2001)
- The Tomorrow Man (2002)
- Snips & Snails (2007)
- No Ordinary Hero: The SuperDeafy Movie (2013)

### Produttrice
- No Ordinary Hero: The SuperDeafy Movie (2013)

### Regista
- Paving the Way (2006)
- Worldplay (2006)
- Snips & Snails (2007)
- Ditto (2007)
- See What I'm Saying: The Deaf Entertainers Documentary (2009)
- Chill (2016)